# Cervonîi Iar, Berîslav
Cervonîi Iar (în ucraineană Червоний Яр) este un sat în comuna Mîlove din raionul Berîslav, regiunea Herson, Ucraina.

## Demografie
Componența lingvistică a localității Cervonîi Iar
     Ucraineană (98,35%)
     Rusă (1,65%)
Conform recensământului din 2001, majoritatea populației localității Cervonîi Iar era vorbitoare de ucraineană (98,35%), existând în minoritate și vorbitori de rusă (1,65%).